# Ле Ме сир Сен
Ле Ме сир Сен (фр. Le Mée-sur-Seine) град је у Француској, у департману Сена и Марна.
По подацима из 1999. године број становника у месту је био 21.217.

## Географија

### Клима
| Клима (Ле Ме сир Сен)      | Клима (Ле Ме сир Сен) | Клима (Ле Ме сир Сен) | Клима (Ле Ме сир Сен) | Клима (Ле Ме сир Сен) | Клима (Ле Ме сир Сен) | Клима (Ле Ме сир Сен) | Клима (Ле Ме сир Сен) | Клима (Ле Ме сир Сен) | Клима (Ле Ме сир Сен) | Клима (Ле Ме сир Сен) | Клима (Ле Ме сир Сен) | Клима (Ле Ме сир Сен) | Клима (Ле Ме сир Сен) |
| Показатељ \ Месец          | .Јан.                 | .Феб.                 | .Мар.                 | .Апр.                 | .Мај.                 | .Јун.                 | .Јул.                 | .Авг.                 | .Сеп.                 | .Окт.                 | .Нов.                 | .Дец.                 | .Год.                 |
| -------------------------- | --------------------- | --------------------- | --------------------- | --------------------- | --------------------- | --------------------- | --------------------- | --------------------- | --------------------- | --------------------- | --------------------- | --------------------- | --------------------- |
| Средњи максимум, °C (°F)   | 6 (43)                | 8 (46)                | 12 (54)               | 15 (59)               | 19 (66)               | 23 (73)               | 25 (77)               | 26 (79)               | 21 (70)               | 16 (61)               | 10 (50)               | 7 (45)                | 15,7 (60,3)           |
| Средњи минимум, °C (°F)    | 2 (36)                | 2 (36)                | 4 (39)                | 5 (41)                | 9 (48)                | 12 (54)               | 14 (57)               | 14 (57)               | 11 (52)               | 8 (46)                | 5 (41)                | 3 (37)                | 7,4 (45,3)            |
| Количина падавина, mm (in) | 56,3 (22,17)          | 43,1 (16,97)          | 44,9 (17,68)          | 53,6 (21,1)           | 58,0 (22,83)          | 42,4 (16,69)          | 60,9 (23,98)          | 52,1 (20,51)          | 52,9 (20,83)          | 64,8 (25,51)          | 58,0 (22,83)          | 61,6 (24,25)          | 658,5 (259,25)        |
| [ тражи се извор ]         |                       |                       |                       |                       |                       |                       |                       |                       |                       |                       |                       |                       |                       |

## Демографија
| 1962. | 1968. | 1975.  | 1982.  | 1990.  | 1999.  | 2011.  |
| ----- | ----- | ------ | ------ | ------ | ------ | ------ |
| 1.391 | 4.426 | 10.056 | 13.917 | 20.933 | 21.217 | 20.693 |